# (60620) 2000 FD8
(60620) 2000 FD8 est un objet transneptunien en résonance 4:7 avec Neptune.

## Caractéristiques
(60620) 2000 FD8 mesure environ 200 km de diamètre.

## Orbite
L'orbite de 2000 FD8 possède un demi-grand axe de 43,576 ua et une période orbitale d'environ 288 ans. Son périhélie l'amène à 34,04 ua du Soleil et son aphélie l'en éloigne de 53,112 ua. Il possède une résonance 4:7 avec Neptune.

## Découverte
(60620) 2000 FD8 a été découvert le 27 mars 2000.